# Орто-Нахаринский наслег
Орто-Нахаринский наслег — сельское поселение в Ленском районе Якутии Российской Федерации.
Административный центр — село Орто-Нахара.

## История
Статус и границы сельского поселения установлены Законом Республики Саха (Якутия) от 30 ноября 2004 года N 173-З N 353-III «Об установлении границ и о наделении статусом городского и сельского поселений муниципальных образований Республики Саха (Якутия)».

## Население
| 2002 | 2010 | 2011 | 2012 | 2013 | 2014 | 2015 |
| ---- | ---- | ---- | ---- | ---- | ---- | ---- |
| 734  | ↘689 | ↘687 | ↘677 | ↘660 | ↘639 | ↗641 |
| 2016 | 2017 | 2018 | 2019 | 2020 | 2021 |      |
| ↗651 | ↘650 | ↘648 | ↘639 | ↗644 | ↗658 |      |

## Состав сельского поселения
| № | Населённый пункт | Тип населённого пункта       | Население |
| - | ---------------- | ---------------------------- | --------- |
| 1 | Орто-Нахара      | село, административный центр | ↘248      |
| 2 | Чамча            | посёлок                      | ↘265      |